# Midland, South Dakota
Midland är en kommun (town) i Haakon County i South Dakota. Vid 2010 års folkräkning hade Midland 129 invånare.